# Lijst van Telemidae
Deze pagina beschrijft alle soorten spinnen uit de familie der Telemidae.

## Apneumonella
Apneumonella Fage, 1921
- Apneumonella jacobsoni Brignoli, 1977
- Apneumonella oculata Fage, 1921

## Cangoderces
Cangoderces Harington, 1951
- Cangoderces cameroonensis Baert, 1985
- Cangoderces koupeensis Baert, 1985
- Cangoderces lewisi Harington, 1951

## Jocquella
Jocquella Baert, 1980
- Jocquella boisai Baert, 1984
- Jocquella leopoldi Baert, 1980

## Seychellia
Seychellia Saaristo, 1978
- Seychellia cameroonensis Baert, 1985
- Seychellia lodoiceae Brignoli, 1980
- Seychellia wiljoi Saaristo, 1978
- Seychellia xinpingi Lin & Li, 2008

## Telema
Telema Simon, 1882
- Telema bella Tong & Li, 2008
- Telema breviseta Tong & Li, 2008
- Telema circularis Tong & Li, 2008
- Telema claviformis Tong & Li, 2008
- Telema cucphongensis Lin, Pham & Li, 2009
- Telema dengi Tong & Li, 2008
- Telema dongbei Wang & Ran, 1998
- Telema exiloculata Lin, Pham & Li, 2009
- Telema feilong Chen & Zhu, 2009
- Telema grandidens Tong & Li, 2008
- Telema liangxi Zhu & Chen, 2002
- Telema mayana Gertsch, 1973
- Telema nipponica (Yaginuma, 1972)
- Telema oculata Tong & Li, 2008
- Telema spina Tong & Li, 2008
- Telema tenella Simon, 1882
- Telema wunderlichi Song & Zhu, 1994
- Telema zhewang Chen & Zhu, 2009

## Telemofila
Telemofila Wunderlich, 1995
- Telemofila pecki (Brignoli, 1980)
- Telemofila samosirensis Wunderlich, 1995

## Usofila
Usofila Keyserling, 1891
- Usofila flava Chamberlin & Ivie, 1942
- Usofila gracilis Keyserling, 1891
- Usofila oregona Chamberlin & Ivie, 1942
- Usofila pacifica (Banks, 1894)